# The East
The East  es una película estadounidense dirigida por Zal Batmanglij y protagonizada por Brit Marling, Alexander Skarsgård y Elliot Page. Se estrenó en cines en mayo de 2013. Su preestreno tuvo lugar en enero de ese mismo año en el Festival de Sundance.

## Argumento
Sarah Moss trabaja para una compañía privada de espionaje. Contratada por una multinacional, se infiltra en un grupo de activistas ecologistas radicales que están luchando por todos los medios contra algunas empresas. Dicho grupo, conocido como The East, planea tres atentados ante la consigna del "ojo por ojo" y practican el freeganismo. Sin embargo, conforme pasa el tiempo, se siente cada vez más unida a los miembros de dicha organización.

## Reparto
- Brit Marling como Sarah Moss / Jane Owen.
- Alexander Skarsgård como Benji.
- Elliot Page (acreditado como Ellen Page) como Izzy.
- Toby Kebbell como Doc / Thomas Ayres.
- Shiloh Fernández como Luca.
- Julia Ormond como Paige Williams.
- Patricia Clarkson como Sharon.
- Jason Ritter como Tim.
- Danielle McDonald como Tess.

## Recepción
La película obtuvo críticas generalmente positivas. Así, Justin Chang, de Variety, dijo La segunda fascinante colaboración entre Zal Batmanglij y la productora, guionista y actriz Brit Marling, es este inteligente drama de espionaje que llega a un nivel increíble de intriga antes de perder un poco de fuerza en la segunda mitad y el New York Times la calificó como Una película de género retorcida y emocionante.